# Eutachycines
Eutachycines is een geslacht van rechtvleugeligen uit de familie grottensprinkhanen (Rhaphidophoridae). De wetenschappelijke naam van dit geslacht is voor het eerst geldig gepubliceerd in 1990 door Storozhenko.

## Soorten
Het geslacht Eutachycines omvat de volgende soorten:
- Eutachycines annandalei Kirby, 1908
- Eutachycines beybienkoi Gorochov, 1998
- Eutachycines brevifrons Chopard, 1916
- Eutachycines caecus Chopard, 1924
- Eutachycines cassani Chopard, 1954
- Eutachycines ceylonica Chopard, 1916
- Eutachycines feai Chopard, 1916
- Eutachycines gialaiensis Gorochov, 1994
- Eutachycines hainani Gorochov, 2010
- Eutachycines kongtumensis Gorochov, 1990
- Eutachycines nigricauda Chopard, 1919
- Eutachycines paulus Gorochov, 1992
- Eutachycines vandermeermohri Willemse, 1936